# Tả Lương Ngọc
Tả Lương Ngọc (chữ Hán: 左良玉, 1599 – 1645), tên tự là Côn Sơn, người Lâm Thanh, Sơn Đông, là tướng lĩnh cuối đời Minh trong lịch sử Trung Quốc.

## Phòng vệ Liêu Đông
Lương Ngọc sớm mồ côi, được chú nuôi lớn, về sau không nhớ nổi họ mẹ là gì. Khi trưởng thành, Lương Ngọc mình dài mặt đỏ, tính kiêu dũng, bắn giỏi cả hai tay. Tòng quân ở Liêu Đông bên ngoài Sơn Hải quan, dần làm đến xa hữu doanh đô tư Liêu Đông. Năm Sùng Trinh đầu tiên (1628), binh sĩ 13/14 doanh ở Ninh Viễn vệ (trừ doanh của Tổ Đại Thọ) phát động binh biến, ép Liêu Đông tuần phủ Tất Tự Túc tự thắt cổ, Lương Ngọc không tham gia, nhưng chịu tội không quản lý được bộ hạ, bị lột chức, nhưng vẫn ở lại vệ. Sau đó Viên Sùng Hoán xá miễn các tội danh liên quan đến binh biến, nên được phục chức.
Năm thứ 2 (1629), quân Hậu Kim uy hiếp kinh sư, Tổng lý Mã Thế Long lệnh cho Lương Ngọc theo Du kích Tào Văn Chiếu cứu viện Ngọc Điền, Phong Nhuận, liên tiếp giao chiến ở Hồng Kiều, Đại Tiệm sơn, thẳng đến Tuân Hóa. Luận công khôi phục 4 thành (Loan Châu, Thiên An, Vĩnh Bình, Tuân Hóa), cùng bọn Văn Chiếu đều được thăng trật, điều đến dưới quyền Xương Bình đốc trị thị lang Hầu Tuân. Năm thứ 4 (1631), quân Hậu Kim vây Đại Lăng Hà, có chiếu điều quân Xương Bình cứu viện, tổng binh Vưu Thế Uy lấy cớ phải hộ (hoàng) lăng không thể đi, tiến cử Lương Ngọc thay mình. Vì thế Hầu Tuân thăng Lương Ngọc làm phó tướng, sai đem quân đi; giao chiến với quân Hậu Kim ở dưới thành Tùng Sơn, Hạnh Sơn, được ghi công đứng đầu. Lương Ngọc tuy không biết chữ, nhưng nhiều mưu trí, giỏi vỗ về sĩ tốt, nên hay thắng trận.

## Trấn áp nghĩa quân

### 1632
Khi ấy nghĩa quân Thiểm Tây tiến vào Hà Nam, công phá phủ Hoài Khánh. Triều đình lệnh cho Lương Ngọc đem quân Xương Bình đi tiễu trừ, chủ yếu đánh dẹp Hà Nam. Gặp lúc nghĩa quân đánh Tu Vũ, Thanh Hóa (chưa khảo cứu được) rồi chạy vào Bình Dương, Lương Ngọc được gọi vào Sơn Tây trấn áp, bắt giết rất nhiều nghĩa quân. Hà Nam tuần phủ Phàn Thượng Cảnh lấy Lương Ngọc đóng quân Trạch Châu, chặn giữ yết hầu của Dự (Hà Nam), Tấn (Sơn Tây), có thể cứu viện 4 mặt. Có chiếu đồng ý. Bấy giờ Tào Văn Chiếu nắm quân Thiểm Tây, đế lệnh Lương Ngọc chịu sự tiết chế của Thượng Cảnh, cùng Văn Chiếu đánh dẹp nghĩa quân, hễ cấp bách thời có quân Tần (Thiểm Tây) ở đông, quân Dự ở tây, cùng quân của Lương Ngọc ở giữa hợp kích.

### 1633
Tháng giêng ÂL năm thứ 6 (1633), nghĩa quân xâm phạm Thấp Châu, hãm Dương Thành. Lương Ngọc đánh bại nghĩa quân tại Tây Pha thuộc huyện Thiệp. Tháng 2 Âm Lịch, quân của Lương Ngọc giao chiến với nghĩa quân ở Vũ An, đại bại. Tháng 3 Âm Lịch, nghĩa quân lại vào Hà Nội (nay là Thấm Dương), Lương Ngọc từ huyện Huy đuổi đánh. Nghĩa quân chạy đi Tu Vũ, Du kích Việt Hiệu Trung bị giết, Tham tướng Đào Hi Khiêm thua chạy, ngã ngựa mà chết. Lương Ngọc đánh nghĩa quân ở Vạn Thiện dịch, đến Liễu Thụ khẩu đánh cho họ đại bại, bắt vài thủ lĩnh, nghĩa quân chạy về phía tây. Quân Hà Nam theo ngạch có gần 7000, quân Xương Bình của Lương Ngọc có hơn 2000, đánh mấy trận, tuy thắng lợi, nhưng đã hao mòn. Tổng binh Đặng Khởi nhận mệnh đem quân Xuyên cùng quân Thạch Trụ của nữ tướng Mã Phượng Nghi đi giúp Lương Ngọc, chia nhau đuổi đánh nghĩa quân. Sau đó, Phượng Nghi vì ít quân mà tử trận ở Hầu gia trang.
Bấy giờ nghĩa quân thế lớn, tung hoành trong khoảng Tam Tấn , Kỳ Phụ, Hà Bắc. Lương Ngọc cùng bọn Tào Văn Chiếu, Lý Ti, Ngải Vạn Niên, Thang Cửu Châu, Đặng Khởi giao chiến với nghĩa quân, có thắng có thua. Lương Ngọc, Khởi đánh dẹp Hà Nam, nhiều lần phá nghĩa quân ở Quan Thôn, ở Thấm Hà, ở Thanh Hóa, ở Vạn Thiện. Lương Ngọc lại chặn nghĩa quân ở Vũ An, Bát Đức (chưa khảo cứu được), chém giết rất nhiều. Gặp lúc đế mệnh Nghê Sủng, Vương Phác đem 600 Kinh doanh binh đi Hà Nam, sai Trung quan Dương Tiến Triều, Lư Cửu Đức làm giám quân; ngoài ra cũng sai Trung quan làm giám quân của bọn Lương Ngọc. Chức phương lang trung Lý Kế Trinh cho rằng bọn Lương Ngọc nhiều công lao mà quan vị lại ở dưới bọn Sủng, Phác, e rằng đôi bên khó hợp tác; triều đình cho Lương Ngọc, Lý Ti được thự hàm Đô đốc thiêm sự, làm Viện tiễu tổng binh quan, cùng Sủng, Phác kháng địch. Quan quân được tăng viện, nhiều lần đánh bại nghĩa quân. Lương Ngọc giành chiến thắng ở Tế Nguyên, Hà Nội; lại thắng trận ở Vĩnh Ninh, Thanh Sơn Lĩnh, Ngân Động Câu; rồi từ huyện Diệp đuổi đến Tiểu Vũ Đương sơn, chém được rất nhiều thủ lĩnh nghĩa quân. Nhưng các tướng đối với việc dùng Trung quan làm giám quân đều không bằng lòng.
Mùa đông năm ấy, nghĩa quân chạy về tây rồi rẽ sang đông. Lương Ngọc, Thang Cửu Châu chặn phía trước, kinh doanh binh đuổi phía sau, vây khốn nghĩa quân, liên tiếp phá địch ở Liễu Tuyền, Mãnh Hổ thôn. Thủ lĩnh nghĩa quân là bọn Trương Diệu Thủ, Hạ Song Toàn 36 người vờ nhận lời chiêu phủ của Phân tuần bố chánh tư Thường Đạo Lập, nhân đó Giám quân Dương Tiến Triều báo lên triều đình. Chư tướng phải đợi mệnh, không ra đánh. Gặp lúc trời rét, Hoàng Hà đóng băng, nghĩa quân từ Mẫn Trì vượt sông, tuần phủ Huyền Mặc soái quân của Lương Ngọc, Thang Cửu Châu, Lý Ti, Đặng Khởi đợi địch ở thượng du. Nghĩa quân bèn trốn vào vùng núi Lư Thị, theo lối này từ Vân, Tương vào Xuyên Trung, rẽ sang cướp bóc Tần Lũng (Thiểm Tây và Cam Túc), trở lại theo lối Xuyên Trung, Hồ Bắc để xâm phạm Hà Nam; Trung Nguyên lần nữa bị điêu tàn, nhưng Tam Tấn, Kỳ Phụ tránh được họa chiến tranh trong 10 năm.

### 1634
Nghĩa quân vượt sông đi rồi, Lương Ngọc cùng chư tướng chia nhau phòng thủ. Trần Kỳ Du, Lư Tượng Thăng đang giằng co với nghĩa quân ở Tần, Sở (Hồ Bắc); trong thời gian xuân – hạ năm thứ 7 (1634), Trung Châu (tức Hà Nam) may mắn vô sự. Đến khi Trần Kỳ Du để mất Lý Tự Thành ở Xa Tương, triều đình hợp binh Tấn, Dự, Sở, Thục (Tứ Xuyên) tiễu nghĩa quân. Nghĩa quân chia 3: Khánh Dương, Vân Dương và xuất quan đi Hà Nam. Cánh nghĩa quân đi Hà Nam lại chia 3, phủ huyện các nơi cấp báo, Lương Ngọc chẹn Tân An, Mẫn Trì, các tướng Trần Trì Bang trú Nhữ Châu, Trần Vĩnh Phúc chẹn Nam Dương, đều dùng phép Tọa giáp để tự bảo vệ, nhưng không thể đánh bại nghĩa quân. Mỗi doanh nghĩa quân có mấy vạn người, nối nhau tiến lên, người nào cũng đem theo lương thực; quan quân người ít mà trang bị nhiều, lương tiền lại không đủ. Nghĩa quân giục ngựa rong ruổi, một ngày đêm đi mấy trăm dặm; quan quân có ít ngựa, đi bộ vài chục dặm thì mệt mỏi, nên phần nhiều sợ nghĩa quân. Khi ấy Lương Ngọc ở Hoài Khánh, cùng Đốc phủ bàn bạc không hợp, vì thế trì hoãn truy kích, chủ yếu tập hợp lực lượng để tự bảo vệ; Đốc phủ điều động, không chịu nghe lệnh, bắt đầu bộc lộ bản tính ngang ngược. Tháng 12 ÂL, gặp nghĩa quân ở Từ Sơn, giao chiến mấy chục hiệp, đuổi theo hơn trăm dặm.

### 1635
Tháng giêng Âm Lịch năm thứ 8 (1635), nghĩa quân Hà Nam phá Dĩnh Châu, hủy hoàng lăng ở Phượng Dương. Bọn họ chiếm Lộc Ấp, Chá Thành, Ninh Lăng, Thông Hứa, còn Lương Ngọc tại Hứa Châu không thể cứu. Tháng 4 Âm Lịch, đốc sư Hồng Thừa Trù ở Nhữ Châu, lệnh chư tướng chia nhau chặn địch. Vưu Thế Uy giữ Lạc Nam; Trần Vĩnh Phúc coi Lô Thị, Vĩnh Ninh; Đặng Khởi, Vưu Địch Văn, Trương Ứng Xương, Hứa Thành Danh chặn Hồ Quảng. Cho rằng Ngô Thôn, Ngõa Ốc với Nội Hương, Tích Xuyên là yếu địa, lệnh Lương Ngọc cùng Thang Cửu Châu đem 5000 người chẹn giữ. Chưa bao lâu, Đặng Di gặp binh biến mà chết, còn Tào Văn Chiếu dẹp nghĩa quân Thiểm Tây, tử trận ở Chân Ninh (nay là Chánh Ninh). Nghĩa quân thế lớn, bèn vượt Lô Thị, chạy đi Vĩnh Ninh. Tuần phủ Huyền Mặc bị bãi chức nhưng chưa đi, truyền hịch gọi Lương Ngọc từ Nội Hương cùng bọn Trần Trì Bang, Mã Lương Văn cứu Lô Thị. Tháng 8 Âm Lịch, đánh bại nghĩa quân ở Yên Lăng. Tháng 9 Âm Lịch, đuổi theo nghĩa quân đến núi Thần Hậu thuộc huyện Giáp. Nghĩa quân đóng trại kéo dài mấy chục dặm, thay nhau giao chiến với quan quân, Lương Ngọc sợ tướng sĩ mỏi mệt, thu quân không đánh. Nghĩa quân lại đánh huyện Mật, Lương Ngọc tự huyện Giáp đi cứu, nghĩa quân bèn lui. Tháng 10 Âm Lịch, Lương Ngọc đến Linh Bảo, hợp quân với Liêu Đông tổng binh Tổ Khoan đánh nghĩa quân ở Giản Khẩu, Tiêu Thôn. Tiêu Thôn thuộc Chu Dương quan, vào tháng 11 Âm Lịch, Lý Tự Thành ra Chu Dương quan, Trương Hiến Trung đã ở Linh Bảo một thời gian, Sấm vương Cao Nghênh Tường cũng đến hội họp với họ. Lương Ngọc, Khoan kháng địch ở Linh Bảo, nhưng không ngăn nổi, nên Thiểm Châu bị hãm. Nghĩa quân đông hạ đánh Lạc Dương; Lương Ngọc, Khoan theo tuần phủ Trần Tất Khiêm cứu viện, nghĩa quân bèn bỏ đi. Nghênh Tường, Tự Thành đi Yển Sư, Củng. Hiến Trung đi Tung, Nhữ. Lương Ngọc rời Lạc Dương đuổi theo Nghênh Tường, Tự Thành. Khoan đánh Hiến Trung cứu Nhữ. Gặp lúc Tổng lý Lư Tượng Thăng đến từ Hồ Quảng, cùng Khoan đánh bại nghĩa quân ở Nhữ Tây, rồi điều quân đánh bại nghĩa quân ở Hoàng Giản khẩu thuộc Nghi Dương.

### 1636
Tháng 2 ÂL năm thứ 9 (1636), nghĩa quân thất bại ở Cáo Thành trấn thuộc Đăng Phong, chạy đi Thạch Dương quan, hội họp cùng nghĩa quân ở Y, Tung. Vì thế tổng binh Thang Cửu Châu từ huyện Tung đuổi theo, hẹn cùng Lương Ngọc giáp tiễu. Lương Ngọc giữa đường bỏ về, Cửu Châu đuổi nà hơn 40 dặm, không có viện quân nên thất bại và tử trận, nhưng Lương Ngọc vẫn báo tiệp. Tháng 5 Âm Lịch, Lư Tượng Thăng sai Tổ Khoan, Lý Trọng Trấn theo Thiểm Tây tổng đốc Hồng Thừa Trù tây tiến. Lực lượng của Lương Ngọc là mạnh nhất trong quan quân, lại đều là người Trung Châu (tức Hà Nam), nên được giữ lại. Triều đình cho rằng Lương Ngọc cao ngạo khó dùng, nên dùng Khổng Đạo Hưng thay thiên tướng (tức là bộ tướng) Triệu Trụ của ông đồn trú Linh Bảo, phòng bị Lạc Tây; Lương Ngọc cùng La Đại đồn trú Nghi, Vĩnh, phòng bị Lạc Đông. Tháng 7 Âm Lịch, quân của Lương Ngọc đến Khai Phong, từ Đăng Phong đi Đường trang tấn công nghĩa quân, từ giờ Thìn giao chiến đến giờ Thân, nghĩa quân thua chạy về phía tây. Trần Vĩnh Phúc đang giao chiến với nghĩa quân ở Đường Hà, Lương Ngọc lại vượt Hoàng Hà tấn công nghĩa quân ở Điền Gia Doanh, chém giết rất nhiều. Tháng 9 Âm Lịch, tuần phủ Dương Thằng Vũ đàn hặc Lương Ngọc sợ giặc, triều đình cho ông lập công chuộc tội.

### 1637
Tháng giêng năm thứ 10 (1637), các cánh nghĩa quân của Lão Hồi Hồi, Tào Tháo, Sấm tháp thiên hợp nhau men sông đông hạ, An Khánh cáo cấp, có chiếu gọi Lương Ngọc từ Trung Châu cứu viện. Lương Ngọc tiễu diệt nghĩa quân tại Nam Dương của Dương Tứ, Hầu Ngự Dân, Quách Tam Hải, gấp đến Lục An, gặp bọn Lão Hồi Hồi. Các tướng La Đại, Khổng Đạo Hưng thừa thắng tiến đánh, đại phá địch. Nghĩa quân chạy đi Hoắc Sơn, Tiềm Sơn. Gặp lúc Mã Hoảng, Lưu Lương Tá cũng đánh bại nghĩa quân ở Đồng Thành, Lư Châu, Lục An, nghĩa quân ở Trừ, Hòa cũng chạy về phía tây, Giang Bắc tạm yên. Ứng Thiên tuần phủ Trương Quốc Duy 3 lần truyền hịch đòi Lương Ngọc vào núi lùng tiễu nghĩa quân, ông không đáp ứng, còn thả binh sĩ hãm hiếp phụ nữ. Lương Ngọc đồn trú ở Thư Thành hơn tháng, bởi thái giám làm Hà Nam giám quân ra sức thúc giục, mới lên bắc, nghĩa quân đã cướp bóc no đủ rồi chạy vào núi. Lại thêm Tích Xuyên bị hãm, Lương Ngọc không cứu. Triều đình xét công phá địch ở Lục An, ban chiếu cho treo chức chuộc tội, rồi được khôi phục. Nghĩa quân đông hạ tập kích Lục Hợp, đánh Thiên Trường, chia ra cướp bóc Qua Châu, Nghi Chân, phá Hu Dị. Lương Ngọc kiên quyết không cứu, lệnh cho sĩ đại phu Trung Châu hợp nhau dâng sớ giữ ông ở lại. Đế biết rõ ý định của Lương Ngọc, nên không thể quyết định. Tháng 10 ÂL, Tổng lý Hùng Văn Xán đến An Khánh, truyền hịch cho biết Lương Ngọc ở dưới quyền ông ta, ông khinh Văn Xán không theo.

### 1638
Tháng giêng ÂL năm thứ 11 (1638), Lương Ngọc và tổng binh Trần Hồng Phạm đại phá nghĩa quân ở Vân Tây. Trương Hiến Trung làm giả cờ hiệu quan quân để tập kích Nam Dương, đóng đồn ở Nam Quan. Lương Ngọc đến ngay (dường như được triệu gấp), Hiến Trung bỏ đi. Lương Ngọc đuổi kịp, Hiến Trung bị tên bắn vào vai, đao chém vào mặt, chạy thoát vào Cốc Thành. Ít lâu sau Hiến Trung xin hàng, Lương Ngọc biết ông ta giả vờ, ra sức xin đánh, Hùng Văn Xán không cho. Tháng 9 ÂL, Văn Xán tiễu nghĩa quân Vân, Tương, Lương Ngọc và Hồng Phạm cùng phó tướng Long Tại Điền đánh phá địch ở Song Câu Doanh, chém hơn 2000 thủ cấp. Tháng 12 Âm Lịch, Hà Nam tuần phủ Thường Đạo Lập điều Lương Ngọc đi Thiểm Châu. Nghĩa quân thừa lúc Lô Thị trống rỗng, tiến vào Nội, Tích. Tháng ấy, Hứa Châu nổ ra binh biến, nhà của Lương Ngọc vốn ở Hứa, bị giết sạch.

### 1639
Tháng 2 năm thứ 12 (1639), Lương Ngọc soái hàng tướng Lưu Quốc Năng cứu viện kinh sư, nhận chiếu trở về đánh dẹp nghĩa quân Hà Nam. Quân đi qua Bá Đầu, Ngô Kiều, tùy tiện cướp bóc, thái giám Lô Cửu Đức tâu lên, có chiếu cho ông lập công chuộc tội. Sau đó đánh bại nghĩa quân của Mã Tiến Trung ở Trấn Bình quan, Tiến Trung xin hàng. Lại cùng Lưu Quốc Năng đánh bại nghĩa quân của Lý Vạn Khánh ở Trương Gia lâm, Thất Lý hà, Vạn Khánh cũng xin hàng. Tháng 7 Âm Lịch, Trương Hiến Trung tái khởi nghĩa, Lương Ngọc và La Đại đuổi theo ông ta. Đại làm tiền phong, Lương Ngọc theo sau. Quan quân qua khỏi huyện Phòng 80 dặm, đến La Hầu sơn, tỏ ra đói mệt, thì phục binh nổi dậy. Ngựa của Đại mắc vào bụi cây, rút đao chặt cây, đạp lên mà tiến. Đại bỏ ngựa lên núi, bị nghĩa quân vây gấp, dùng hết cả tên thì bị bắt. Lương Ngọc đại bại chạy về, quân phù, ấn tín mất sạch, bỏ lại số quân tư đáng giá hơn ngàn vạn tiền, sĩ tốt chết đến vạn người. Triều đình kết tội khinh tiến, chịu biếm 3 trật.

### 1640
Mùa xuân năm thứ 13 (1640), đốc sư Dương Tự Xương tiến cử Lương Ngọc tuy thua, nhưng có tài đại tướng, quân đội cũng có thể dùng, nên ông được bái làm Bình tặc tướng quân. Bấy giờ, nghĩa quân chia 3: tây có Trương Hiến Trung chiếm cứ giao giới Sở, Thục; đông có bọn Cách lý nhãn, Tả kim vương 4 doanh quấy phá Tùy, Ứng, Ma, Hoàng; nam có bọn Tào Tháo, Quá thiên tinh 10 doanh, quanh quẩn trong khoảng Chương, Phòng, Hưng, Viễn. Tháng giêng nhuận, Lương Ngọc hợp các cánh quân đánh nghĩa quân ở Cẩu Bình quan, Hiến Trung thua chạy, Lương Ngọc bèn xin từ Hán Dương, Tây Hương vào Thục truy kích. Tự Xương tính kế lấy Thiểm Tây tổng đốc Trịnh Sùng Kiệm soái Hạ Nhân Long, Lý Quốc Kỳ từ Tây Hương vào, Lương Ngọc đóng quân ở Hưng Bình, chỉ được phái bộ tướng tham gia đuổi đánh nghĩa quân. Lương Ngọc không bằng lòng, Tự Xương truyền hịch cho Lương Ngọc rằng: "Thế giặc xem chừng không thể vào Xuyên, vẫn đang chạy trối chết ở biên giới tỉnh Tần. Tướng quân từ Hán Dương, Tây Hương vào Xuyên, vạn nhất giặc theo lối cũ đi về Bình Lợi, rồi vào Trúc, Phòng, làm sao chế ngự được? Không bằng để giặc đi Ninh Xương (nay là Chương Vũ), vào Quy, Vu, cùng Tào hợp quân, ta lấy đại tướng theo sau, xua giặc trở lại Sở, chẳng sai vậy." Lương Ngọc đáp rằng: "Đất Thục phì nhiêu, giặc vượt hiểm chạy đến đấy, về sau khó lòng chế ngự. Vả giặc vào Xuyên thì có lương có người, về Vân thì chẳng có chỗ nào để cướp bóc, bọn chúng không trở lại tỉnh Sở làm gì. Ôi binh hợp thì mạnh, chia thì yếu. Nay đã để Lưu Quốc Năng, Lý Vạn Khánh giữ Vân, nếu lại chia 3000 người vào Thục, còn phải đóng quân ở Hưng Bình, binh lực đã mỏng, giặc đến có thể ngăn được à? Bây giờ phải xuất kỳ bất ý tấn công bọn chúng, giặc thua to tự nhiên sẽ tan chạy, hãy thả bọn chúng khốn đốn chạy về khoảng Phòng, Trúc, cắt đứt liên hệ với nhân dân, thì giặc còn gì để ăn? Huống hồ quân Vân ách phía trước, Tần giữ bên trái, Hưng chẹn bên phải, cái thế ắt không thể vùng vẫy. Còn Ninh Xương, Quy, Vu hiểm mà lại xa, Tào Tháo, Hiến Trung không muốn đến. Ví như (Hiến Trung) đường cùng về với Tào, ắt nội bộ bọn chúng sẽ thôn tính nhau, thất bại của giặc là rõ ràng." Lương Ngọc lấy cớ ấy, vào ngày sóc tháng 2 Âm Lịch vượt qua biên giới đất Thục là Ngư Khê độ. Tự Xương nhắm chừng không thể khống chế được, mà kế của Lương Ngọc cũng hay, bèn nghe theo.
Khi ấy Trương Hiến Trung đóng trại tại Đại Trúc hà thuộc huyện Thái Bình (nay là Đạt Châu), Lương Ngọc ở Ngư Khê độ. Chưa được lâu, tổng đốc Trịnh Sùng Kiệm đưa quân đến hội. Nghĩa quân dời đến Cửu Cổn Bình, thấy Mã Não sơn hiểm trở, chiếm cứ nơi ấy. Lương Ngọc đến dưới núi, nghĩa quân ngồi trên đỉnh núi reo hò. Lương Ngọc xuống ngựa nhìn khắp hồi lâu, nói: "Tôi biết làm sao phá giặc rồi." Chia 3 đường mà tiến, quân bản bộ 2 đường, quân Tần 1 đường. Truyền lệnh rằng: "Nghe tiếng trống thì lên núi." Đôi bên giáp kích, nghĩa quân kiên thủ không động. Giao chiến hồi lâu, nghĩa quân tan vỡ, ngã xuống núi không đếm xuể. Quan quân đuổi theo 40 dặm, chém thủ lĩnh nghĩa quân là bọn Tảo địa vương Tào Uy, Bạch Mã Đặng thiên vương 16 người, bắt được thê thiếp của Hiến Trung. Hiến Trung trốn vào vùng núi thuộc Hưng Sơn, Quy Châu (nay là Tỷ Quy), rồi từ Diêm Tỉnh chạy lên giao giới Hưng, Quy. Trận này Lương Ngọc công lớn nhất, được gia Thái tử thiếu bảo. Tháng 4 ÂM Lịch, Lương Ngọc tiến quân đồn trú vùng núi Hưng An, Bình Lợi, đóng trại kéo dài trăm dặm. Quân quân ngại hiểm trở, vây mà không đánh. Sau đó, Hiến Trung từ Hưng, Phòng đi Bạch Dương sơn mà tây tiến, cùng La Nhữ Tài hợp quân. Tháng 7 Âm Lịch, Lương Ngọc thừa thắng đánh Quá thiên tinh, thu hàng hắn ta. Từ đây Quá thiên tinh Huệ Đăng Tướng trung thành với Lương Ngọc cho đến khi ông mất.
Từ khi Lương Ngọc nhận ấn Bình tặc tướng quân, dần kiêu ngạo, không chịu ước thúc bởi đốc sư. Còn Hạ Nhân Long nhiều lần phá địch có công, được Dương Tự Xương hứa riêng rằng sẽ cho ông ta thay thế Lương Ngọc. Đến khi Lương Ngọc báo tiệp ở Mã Não sơn, Tự Xương nói Nhân Long phải chờ. Nhân Long cả giận, đem lời hứa ấy cáo với Lương Ngọc, khiến ông cũng căm giận. Bấy giờ Trương Hiến Trung thua chạy, sắp bị bắt kịp, sai bộ hạ Mã Nguyên Lợi đem của cải hối lộ Lương Ngọc, nói: "Hiến Trung còn, thì ngài được xem trọng. Bộ hạ của ngài giết chóc – cướp bóc rất nhiều, ngờ rằng triều đình đã chú ý. Không có Hiến Trung, thì thời điểm ngài bị diệt vong không còn bao lâu nữa!" Lương Ngọc động lòng, thả cho Hiến Trung chạy thoát. Giám quân Vạn Nguyên Cát biết Lương Ngọc không nghe lệnh, khuyên Tự Xương hãy lệnh cho tiền quân đuổi theo nghĩa quân, hậu quân nối sau, còn mình từ đường nhỏ ra Tử Đồng chẹn Quy để đợi đại quân, Tự Xương không dùng. Nghĩa quân vào Ba Châu thuộc đất Thục, Nhân Long nhân đó bỏ về phía tây. Lương Ngọc được gọi đến để hợp kích, nhận 9 đạo hịch vẫn không đến.

### 1641
Tháng giêng Âm Lịch năm thứ 14 (1641), quan quân đuổi theo nghĩa quân đến thành Hoàng Lăng thuộc huyện Khai. Trương Hiến Trung lên cao nhìn xuống, thấy chỉ có tham tướng Lưu Sĩ Kiệt xông xáo, không thấy cờ xí của quân Tần, còn quân tiền phong của Lương Ngọc thì uể oải. Hiến Trung bèn bí mật chọn tráng sĩ lẻn vào hẻm núi rậm rạp, từ trên cao hô lớn mà kéo xuống, quân Lương Ngọc tan chạy đầu tiên, tổng binh Mãnh Như Hổ cũng bỏ vòng vây chạy ra. Tự Xương mới hối đã không theo lời của Vạn Nguyên Cát, còn Hiến Trung đem toàn quân rời Xuyên, cắt đường chạy trạm mới mở nối liền với phương tây, khiến tin tức Sở - Thục bị đứt đoạn. Nghĩa quân tiến vào Tương Dương, bắt được Tương vương, Tự Xương nhịn ăn mà chết. Tháng 2 ÂL, có chiếu lột chức của Lương ngọc, cho ông lập công chuộc tội. Tháng 5 ÂL, Hiến Trung hãm Nam Dương, lập tức đánh phá Thấm Dương. Lương Ngọc đến Nam Dương, nghĩa quân bỏ đi. Lương Ngọc không ước thúc bộ hạ, nhân dân Thấm vừa thoát khỏi quân nông dân thì lại bị quan quân tàn hại. Sau đó Hiến Trung hãm Vân Tây, cướp bóc các nơi đến Tín Dương, liên tiếp thắng lợi nên tỏ ra kiêu ngạo. Lương Ngọc bèn từ Nam Dương tiến quân, đại phá nghĩa quân, thu hàng mấy vạn người. Hiến Trung bị trọng thương ở đùi, trong đêm chạy trốn. Đúng lúc ấy, Lý Tự Thành chiếm được Tương Thành, vây Lương Ngọc ở Yển Thành. Thành gần bị hãm thì Tự Thành cởi vây, quay ra giao chiến với Thiểm Tây tổng đốc Uông Kiều Niên ở ngoài thành Tương Dương. Kiều Niên thua trận, toàn quân bị diệt, nhưng Lương Ngọc không cứu. Đến nay triều đình kết tội mà chém đầu Hạ Nhân Long, chỉ còn dựa vào Lương Ngọc đánh dẹp nghĩa quân.

### 1642
Tháng 4 Âm Lịch năm thứ 15 (1642), Lý Tự Thành vây Khai Phong, triều đình thả Hầu Tuân – người cất nhắc Lương Ngọc năm xưa – ra khỏi ngục, khởi dụng làm Đốc sư, mở kho phát 15 vạn lạng vàng khao thưởng quân đội của Lương Ngọc, nhằm khuyến khích họ đánh giặc. Lương Ngọc cùng Hổ Đại Uy, Dương Đức Chánh hội sư ở Chu Tiên trấn; nghĩa quân đóng trại phía tây, quan quân phía bắc. Lương Ngọc thấy nghĩa quân thế mạnh, trong đêm nhổ trại bỏ trốn, các cánh quan quân khác tan vỡ. Tự Thành kìm quân đợi quân của Lương Ngọc đi qua rồi mới từ phía sau đuổi đánh. Quan quân may mắn vì đối phương trì hoãn, chạy liền 80 dặm. Nghĩa quân đã đào con hào sâu – rộng đều 2 tầm (2 x 8 thước), chu vi trăm dặm chắn đường quan quân, Tự Thành lại đích thân soái quân đuổi theo phía sau. Quân của Lương Ngọc đại loạn, suốt ngựa vượt hào, ngã nhào dưới khe, giẫm đạp lên nhau. Nghĩa quân đuổi đến, giày xéo quan quân. Lương Ngọc chạy đi Tương Dương, bỏ lại ngựa la cả vạn thớt, khí giới không đếm xuể. Đế nghe tin Lương Ngọc thất bại, hạ chiếu sai Hầu Tuân ngăn nghĩa quân ở Hoàng Hà, rồi lệnh cho Lương Ngọc đến giúp. Lương Ngọc sợ Tự Thành, lần lữa không đến. Tháng 9 Âm Lịch, đê Hoàng Hà vỡ nhấn chìm Khai Phong. Đế giận, bãi quan Tuân, nhưng không bắt tội Lương Ngọc. Khai Phong bị hủy, Tự Thành bèn đưa quân tây tiến, tính lấy Tương Dương làm căn cứ.
Khi ấy Lương Ngọc sửa sang Phàn Thành, đóng chiến hạm lớn, đuổi dân 1 quận của Tương Dương lấy chỗ chứa quân, nhiều cánh nghĩa quân đã hàng triều đình đến quy phụ, lực lượng lên đến 20 vạn; nhưng thân quân của ông quá nửa đã chết, còn những người mới theo về thì không ước thúc được. Sức khỏe của Lương Ngọc suy yếu, không thể tranh giành với Tự Thành được nữa. Tự Thành thừa thắng đánh Lương Ngọc, ông lui binh sang bờ nam, kết thủy trại chống chọi, đem vạn người chẹn Thiển châu (cù lao). 10 vạn nghĩa quân tranh nhau vượt sông, quan quân không ngăn nổi, Lương Ngọc bèn đưa toàn quân thủy bộ bỏ chạy. Đến Vũ Xương, Lương Ngọc đòi Sở vương cung ứng lương hướng cho 20 vạn quân của mình, nói: "Ta sẽ bảo vệ bờ cõi cho vương." Sở vương không đáp ứng, Lương Ngọc thả cho bộ hạ cướp bóc, ánh lửa rọi đến giữa Trường Giang. Quan dân chạy trốn vào trong núi, rất nhiều bị giặc cướp làm hại. Dịch truyện đạo Vương Dương Cơ bỏ nhà chạy trốn, quân của Lương Ngọc cướp tài sản, bắt con cái của ông ta. Lương Ngọc ở Vũ Xương từ ngày 24 tháng chạp Âm Lịch giữa giữa tháng 1 năm sau mới rời đi. Dân chúng trèo lên Xà sơn mà nhìn, hô to sống lại, còn nói: "Quân Tả đi rồi!" Lương Ngọc sang đông, Tự Thành bèn hãm Thừa Thiên (nay là Chung Tường), cướp bóc các châu huyện lân cận.

### 1643
Bấy giờ, những cánh quân mới hàng mang cờ hiệu Tả quân cướp bóc khắp nơi; tướng giữ Kỳ Châu (nay là Kỳ Xuân) là Vương Doãn Thành cầm đầu một cánh quân như vậy, phá Kiến Đức, cướp Trì Dương (nay là Quý Trì), đi khỏi Vu Hồ 40 dặm, dừng lại ở Chu Tam sơn, Địch Cảng, chiếm đoạt thuyền vận chuyển muối để chở binh sĩ; đánh tiếng rằng chư tướng muốn gởi vợ con đến Nam Kinh, xin đưa 3000 thân tín cùng đi. Quan viên văn võ ở Nam Kinh cùng Thao giang Đô ngự sử  gấp bày trận ở thượng lưu Trường Giang để ngăn giữ. Quan dân một đêm mấy lần dọn đi, giới buôn bán không làm việc. Đô ngự sử Lý Bang Hoa được triệu về Bắc Kinh, đã đến Hồ Khẩu, thảo hịch kêu gọi Lương Ngọc cứu nguy; rồi lệnh cho An Khánh tuần phủ phát 15 vạn lạng bạc trong kho Cửu Giang, thêm 6 tháng lương thực, lòng quân mới yên. Bang Hoa vào gặp đế, luận tội Lương Ngọc thua trận, xin quy tội cho Vương Doãn Thành. Đế bèn lệnh Lương Ngọc làm tội Doãn Thành, nhằm tạo điều kiện cho ông trấn áp loạn quân. Bộ hạ của Lương Ngọc giữ Doãn Thành trong quân, không giết. Lương Ngọc ở lại An Khánh đã lâu, từ từ dời lên Cửu Giang. Nghe tin Trương Hiến Trung phá Hồ Quảng, dìm Sở vương dưới Trường Giang, ngồi yên không cứu.
Tháng 8 ÂL tiến vào Vũ Xương, lập quân phủ chiêu binh, khu vực hạ lưu mới yên, mệnh cho phó tướng Ngô Học Lễ giúp Viên Châu. Giang Tây tuần phủ Quách Đô Hiền ghét việc quân Tả cướp bóc, dâm ngược, nên phát hịch gọi bọn họ trở về, tự mộ dân địa phương đồn thú. Gặp lúc nghĩa quân hãm Trường Sa, Cát Châu, rồi hãm Viên Châu, Nhạc Châu (nay là Nhạc Dương), Lương Ngọc sai Mã Tiến Trung cứu Viên Châu, Mã Sĩ Tú cứu Nhạc Châu. Sĩ Tú soái thủy quân đánh bại nghĩa quân dưới thành Nhạc Châu, 2 thành đều được giành lại. Khi ấy đế mệnh Binh bộ thị lang Lữ Đại Khí thay Hầu Tuân làm tổng đốc, Tuân bị giải nhiệm, giữa đường bị bắt hạ ngục. Lương Ngọc biết Tuân bị mình liên lụy, trong lòng bất mãn, cùng Đại Khí nói chuyện không hợp. Nghĩa quân liên tiếp hãm các phủ Kiến Xương, Đại Khí không có quân đội nên không thể cứu, Lương Ngọc lại không làm gì. Mã Tiến Trung giao chiến với nghĩa quân ở Gia Ngư, lần thứ 2 thua trận, mà Lương Ngọc không giúp. Đến khi Trương Hiến Trung từ Kinh Hà (chưa khảo cứu được) vào Thục, Lương Ngọc điều binh đuổi theo, cách Kinh Châu 70 dặm thì dừng lại. Nghĩa quân ở Kinh, Tương từ sau khi Tự Thành vào Quan thì tan rã. Lương Ngọc dò biết, bèn sai phó tướng Lư Quang Tổ lên Tùy, Tảo, Thừa Đức, còn Huệ Đăng Tướng từ Quân (nay là Đan Giang Khẩu), Phòng, Lưu Hồng Khởi từ Nam Dương, chờ nghĩa quân đi khỏi, thu lấy những nơi bọn họ bỏ lại, tự lấy đó làm công.

## Phục vụ Nam Minh
Tháng 3 Âm Lịch năm thứ 17 (1644), có chiếu phong Lương Ngọc làm Ninh Nam bá, ban cho con trai là Mộng Canh ấn Bình tặc tướng quân, hứa hẹn thành công sẽ cho đời đời giữ Vũ Xương. Triều đình mệnh cho Cấp sự trung Tả Mậu Đệ thuận đường đến đốc chiến, Lương Ngọc bèn dâng lên bản sớ giải trình việc tiến quân. Chưa nhận được hồi đáp thì nghe tin kinh sư bị hãm, chư tướng bấn loạn, cho rằng Giang Nam đã lập hoàng đế, xin đưa quân đông hạ. Lương Ngọc khóc rống, thề không chấp nhận. Phó tướng Mã Sĩ Tú hăng hái nói: "Ai không nghe lệnh của ngài mà đòi đông hạ, ta đánh kẻ ấy!" Rồi đem hạm lớn đặt pháo chẹn Trường Giang, lòng quân mới yên.
Phúc vương lên ngôi, là Hoằng Quang đế, tấn phong Lương Ngọc làm hầu, cho một con trai ấm chức Cẩm Y vệ chánh thiên hộ, đem việc ở thượng lưu gởi gắm ông, sau đó gia hàm Thái tử thái phó. Khi ấy Lý Tự Thành thất bại ở Sơn Hải quan, Lương Ngọc trong thời gian ngắn giành lại Kinh Châu, Đức An, Thừa Thiên thuộc Sở Tây. Hồ Quảng tuần phủ Hà Đằng Giao cùng tổng đốc Viên Kế Hàm giữ Giang Tây, đều có quan hệ tốt với Lương Ngọc, triều đình Nam Minh dựa vào họ làm bình phong.
Quân đội của Lương Ngọc có 80 vạn, xưng trăm vạn, 5 tiền doanh là thân quân, 5 hậu doanh là hàng quân. Đến kỳ xuân – thu tổ chức luyện binh trên các núi ở Vũ Xương, mỗi núi một màu cờ, tràn khắp khe núi. Tiếng chân ngựa nện lên mặt đất như sấm, vang xa mấy dặm. Quân đội Nam Minh mạnh nhất là lực lượng của Cao Kiệt, còn kém Lương Ngọc rất xa. Nhưng từ sau trận thua ở Chu Tiên trấn, Lương Ngọc mất hết bộ hạ tinh nhuệ, những người theo về sau này phần lớn là ô hợp, nên quân đội bề ngoài thì hùng tráng, mà pháp lệnh rối loạn. Trong thời gian ở Vũ Xương, Lương Ngọc đắm chìm vào tửu sắc, lại thêm già bệnh, không có ý khôi phục Trung Nguyên.
Lương Ngọc là do Hầu Tuân – thành viên đảng Đông Lâm – cất nhắc. Mã Sĩ Anh, Nguyễn Đại Trình nắm quyền, sợ Đông Lâm dựa vào Lương Ngọc mà chống đối, nên bề ngoài hòa hảo, bề trong nghi kỵ, đắp thành trên Bản ky đề phòng mặt tây. Lương Ngọc than rằng: "Bây giờ phòng bị Tây Hà, e là đề phòng ta đấy!" Triều chánh ngày một tăm tối, Giám quân ngự sử Hoàng Chú đến gặp Lương Ngọc, cùng chư tướng xin ông tiến hành "thanh quân trắc" diệt trừ Mã, Nguyễn, Lương Ngọc trù trừ chưa đáp ứng. Chẳng bao lâu sau xảy ra vịệc thái tử từ phương bắc đến, Hoàng Chú triệu tập đại tướng 36 doanh, thuyết phục Lương Ngọc. Vì thế Lương Ngọc đánh tiếng ủng lập thái tử, truyền hịch đòi trị tội Mã Sĩ Anh, từ Hán Khẩu đến Kỳ Châu, bày thuyền hơn 200 dặm. Tháng 4 Âm Lịch năm Hoằng Quang đầu tiên nhà Nam Minh, tức năm Thuận Trị thứ 2 nhà Thanh (1645), Lương Ngọc bệnh đã nguy kịch, đến Cửu Giang, đón tổng đốc Viên Kế Hàm vào trong thuyền, lấy trong tay áo ra mật dụ, nói rằng đây là của hoàng thái tử, còn mình bị chư tướng bắt ép nhận lời; Kế Hàm nghiêm mặt phản bác. Bộ tướng Hác Hiệu Trung ngầm vào thành, phóng hỏa đốt thành rồi bỏ đi. Lương Ngọc thấy trong thành có ánh lửa, nói: "Ta phụ Viên công rồi!" Sau đó ói ra vài đấu máu, mất trong đêm ấy.

## Đánh giá
Minh sử nói về việc Lương Ngọc thả Trương Hiến Trung ở núi Mã Não, sau đó Hiến Trung chiếm Tương Dương, giết Tương vương rằng: "Giặc gần chết lại được tha, rồi làm cho mất nước, là bởi Lương Ngọc láo lếu không theo mệnh lệnh vậy." Bàn rằng: "Tả Lương Ngọc có tài kiêu dũng, diệt gần xong giặc, nắm giữ binh mạnh, kiêu ngạo phóng túng, lần lữa tha giặc để lại nỗi lo, về sau thua trận tan chạy. Bấy giờ không trị tội các tướng đã thường, nên Lương Ngọc ngang ngược làm hỏng việc, lại không chịu tội, tích tụ thành vạ, bởi thế trước khi chết còn dám dấy binh phạm khuyết mà không sợ vậy!"